# Жилино (Тотемський район)
Жи́лино (рос. Жилино) — присілок у складі Тотемського району Вологодської області, Росія. Входить до складу Погоріловського сільського поселення.

## Населення
Населення — 13 осіб (2010; 21 у 2002).
Національний склад (станом на 2002 рік):
- росіяни — 100 %